# Casa de campo (roman)
Pour les articles homonymes, voir Casa de campo.
Casa de campo (titre original : Casa de campo) est un roman de l'écrivain chilien José Donoso publié en 1978.

## Résumé
Dans une luxueuse maison de campagne isolée au centre d'une plaine aride où vivent des tribus d'anthropophages, un groupe d'enfants vit sous la férule des riches et puissants Ventura. Sous les ors et la beauté baroque du lieu s'impose avec rigueur un ordre monstrueux depuis le départ des parents, il y a de cela longtemps, vers une partie de campagne qui n'était peut-être qu'une illusion. Les adultes s'étant évadés de la réalité, les serviteurs sont chargés de réprimer les révoltes des enfants : à leur tête, un implacable majordome (frère jumeau de Augusto Pinochet). Dans la maison réside aussi un médecin fou et idéaliste, dont les paroles ressemblent à celles de Salvador Allende, mais qui se révèle impuissant à contrer la féroce humiliation que les valets imposent aux enfants avec la bénédiction des maîtres.

## Récompenses
- 1978 : prix espagnol de la critique (rarement attribué à des écrivains non espagnols).

## Éditions
- Édition originale : Casa de Campo, 1978.
- Édition française : Casa de Campo, trad. de Mathilde et Albert Bensoussan, Calmann-Lévy, 1980.